# بیلا کارپاتی
بیلا کارپاتی (مجاری: Béla Kárpáti; ۳۰ سپتامبر ۱۹۲۹ – ۳۱ دسامبر ۲۰۰۳) بازیکن و مربی فوتبال اهل مجارستان بود.
از باشگاه‌هایی که در آن بازی کرده‌است می‌توان به باشگاه فوتبال دیوری ای‌تی‌او و باشگاه ورزشی واشاش اشاره کرد.
وی همچنین در تیم ملی فوتبال مجارستان بازی کرده‌است.